# Brazil (filme de 1944)
Brazil (bra: Brasil) é um filme estadunidense de 1944, do gênero musical, dirigido por Joseph Santley e estrelado por Tito Guízar e Virginia Bruce.

## Produção
Outro dos inúmeros musicais B produzidos pela Republic Pictures ao longo de sua história, Brasil está inserido no contexto da Política da Boa Vizinhança, que inflacionou o mercado com filmes semelhantes.
Brasil, entretanto, possuía méritos suficientes para colocá-lo acima dessa avalanche de ofertas. A Academia, por exemplo, destinou-lhe três indicações ao Oscar, entre elas a de Melhor Canção Original para Rio de Janeiro, composta por Ary Barroso e Ned Washington.
O elenco, além do mexicano Tito Guízar no, talvez, melhor momento de sua carreira em Hollywood, traz também Aurora Miranda, irmã de Carmen Miranda. Aurora atuou em cinco filmes nos EUA, entre 1944 e 1945, entre eles a animação dos Estúdios Disney The Three Caballeros.
Em participação especial, Roy Rogers, o proclamado Rei dos Cowboys, canta Vaquero Song, uma das oito canções assinadas por Ary Barroso. Sete dessas canções receberam letras em inglês de Ned Washington e uma, de Bob Russell.
O filme foi relançado com o título de Stars and Guitars e filmado inteiramente nos estúdios da Republic.

## Sinopse
O brasileiro Miguel Soares conseguiu um grande sucesso com Brasil, mas tem dificuldades em compor uma canção para disputar o festival que será realizado no Rio de Janeiro. Por outro lado, ele se envolve com a bela Nicky Henderson, autora do best seller Why Marry a Latin? (Por que Casar-se com um Latino?). Nicky está na cidade, fazendo pesquisas para seu próximo livro.

## Principais premiações
| Prêmio | Categoria                                                                         | Situação |
| ------ | --------------------------------------------------------------------------------- | -------- |
| Oscar  | Melhor Canção Original Melhor Trilha Sonora (filme musical) Melhor Mixagem de Som | Indicado |

## Elenco
| Ator/Atriz            | Personagem            |
| --------------------- | --------------------- |
| Tito Guízar           | Miguel Soares         |
| Virginia Bruce        | Nicky Henderson       |
| Edward Everett Horton | Edward Everett Horton |
| Robert Livingston     | Rod Walker            |
| Fortunio Bonanova     | Reinaldo da Silva     |
| Richard Lane          | Edward Graham         |
| Frank Puglia          | Senhor Machado        |
| Aurora Miranda        | Bailarina             |
| Alfredo de Sá         | Mestre de Cerimônia   |
| Henry de Silva        | Comerciante           |
| Roy Rogers            | Roy Rogers            |